# Aciculoconidium
Aciculoconidium — рід грибів. Назва вперше опублікована 1976 року.

## Класифікація
До роду Aciculoconidium відносять 1 вид:
- Aciculoconidium aculeatum

## Поширення та середовище існування
Знайдений в Каліфорнії, США на Drosophila pinicola та Drosophila occidentalis.